# Danzhou
Danzhou léase Dan-Zhóu (en chino simplificado, 儋州市; pinyin, Dānzhōu shì) es una ciudad-prefectura bajo la administración directa de la provincia de Hainan. Se ubica al oeste de las costa del Mar de la China Meridional, sur de la República Popular China y tiene el mayor centro urbano en el interior de la isla, el Poblado Nada (那大镇), sede de gobierno local y su eje comercial es la Zona económica de Yangpu. Su área es de 3400 km² y su población total para 2015 fue cercana al millón de habitantes.

## Administración
La ciudad-prefectura de Danzhou se divide en 10 pueblos que se administran en poblados:
Nà dà zhèn, nán fēng zhèn, yǎ xīng zhèn, hé qìng zhèn, dàchéng zhèn, xīn zhōu zhèn, guāng cūnzhèn, dōng chéng zhèn, zhōng hé zhèn, é màn zhèn, lán yáng zhèn, wáng wǔ zhèn, pái pǔ zhèn, Hǎi tóu zhèn, mù táng zhèn, báimǎ jǐng zhèn y sān dōu zhèn (那大镇、南丰镇、雅星镇、和庆镇、大成镇、新州镇、光村镇、东成镇、中和镇、峨蔓镇、兰洋镇、王五镇、排浦镇、海头镇、木棠镇、白马井镇 y 三都镇)

## Historia
El Emperador Wu nombró este lugar como Comandería Daner (儋耳郡),en la dinastía Liang fue nombrada condado Yilun (义论县)  y a principios de la dinastía Tang fue cambiada a poblado Xinzhou (新洲镇), en la dinastía Song del Norte se reemplazó por el condado Yilun (宜伦县), en la dinastía Ming como Danzhóu (儋州), en 1912 es el condado Dan (儋县), en 1959 se traslada el poblado Nada (那大镇) y en 1993, la zona es llamada Danzhóu (儋州市) y Nada es su capital. El 19 de febrero de 2015  el Consejo de Estado la reorganiza al nivel de prefectura.

## Clima
| Parámetros climáticos promedio de Danzhou (1971–2000) | Parámetros climáticos promedio de Danzhou (1971–2000) | Parámetros climáticos promedio de Danzhou (1971–2000) | Parámetros climáticos promedio de Danzhou (1971–2000) | Parámetros climáticos promedio de Danzhou (1971–2000) | Parámetros climáticos promedio de Danzhou (1971–2000) | Parámetros climáticos promedio de Danzhou (1971–2000) | Parámetros climáticos promedio de Danzhou (1971–2000) | Parámetros climáticos promedio de Danzhou (1971–2000) | Parámetros climáticos promedio de Danzhou (1971–2000) | Parámetros climáticos promedio de Danzhou (1971–2000) | Parámetros climáticos promedio de Danzhou (1971–2000) | Parámetros climáticos promedio de Danzhou (1971–2000) | Parámetros climáticos promedio de Danzhou (1971–2000) |
| Mes                                                   | Ene.                                                  | Feb.                                                  | Mar.                                                  | Abr.                                                  | May.                                                  | Jun.                                                  | Jul.                                                  | Ago.                                                  | Sep.                                                  | Oct.                                                  | Nov.                                                  | Dic.                                                  | Anual                                                 |
| ----------------------------------------------------- | ----------------------------------------------------- | ----------------------------------------------------- | ----------------------------------------------------- | ----------------------------------------------------- | ----------------------------------------------------- | ----------------------------------------------------- | ----------------------------------------------------- | ----------------------------------------------------- | ----------------------------------------------------- | ----------------------------------------------------- | ----------------------------------------------------- | ----------------------------------------------------- | ----------------------------------------------------- |
| Temp. máx. media (°C)                                 | 23.3                                                  | 23.7                                                  | 26.3                                                  | 29.9                                                  | 31.9                                                  | 32.3                                                  | 32.2                                                  | 31.8                                                  | 31.2                                                  | 29.5                                                  | 27.1                                                  | 24.3                                                  | 28.6                                                  |
| Temp. media (°C)                                      | 19.0                                                  | 19.8                                                  | 22.4                                                  | 26.2                                                  | 28.7                                                  | 29.4                                                  | 29.3                                                  | 28.8                                                  | 27.6                                                  | 25.8                                                  | 23.0                                                  | 20.0                                                  | 25.00                                                 |
| Temp. mín. media (°C)                                 | 15.9                                                  | 17.1                                                  | 19.6                                                  | 23.2                                                  | 25.7                                                  | 26.8                                                  | 26.6                                                  | 26.0                                                  | 24.7                                                  | 23.0                                                  | 19.9                                                  | 16.9                                                  | 22.1                                                  |
| Lluvias (mm)                                          | 7.6                                                   | 14.2                                                  | 17.4                                                  | 30.0                                                  | 88.3                                                  | 146.8                                                 | 140.2                                                 | 176.2                                                 | 170.9                                                 | 129.3                                                 | 26.5                                                  | 13.9                                                  | 961.3                                                 |
| Días de lluvias (≥ 0.1 mm)                            | 3.6                                                   | 4.9                                                   | 5.0                                                   | 5.5                                                   | 7.2                                                   | 7.5                                                   | 7.8                                                   | 11.5                                                  | 13.3                                                  | 11.5                                                  | 4.6                                                   | 3.3                                                   | 85.7                                                  |
| Horas de sol                                          | 179.2                                                 | 147.6                                                 | 185.3                                                 | 213.9                                                 | 270.6                                                 | 244.2                                                 | 263.5                                                 | 236.1                                                 | 217.2                                                 | 211.2                                                 | 202.2                                                 | 187.0                                                 | 2558.0                                                |
| Humedad relativa (%)                                  | 81                                                    | 83                                                    | 82                                                    | 79                                                    | 77                                                    | 77                                                    | 77                                                    | 80                                                    | 82                                                    | 81                                                    | 77                                                    | 77                                                    | 79.4                                                  |
| Fuente: China Meteorological Administration           |                                                       |                                                       |                                                       |                                                       |                                                       |                                                       |                                                       |                                                       |                                                       |                                                       |                                                       |                                                       |                                                       |

## Idioma
El dialecto de la ciudad es el habla de Danzhou (儋州话), conocido localmente como el habla de la aldea (乡话) y cuenta con un estimado de 400.000 personas,pertenece al Chino cantonés.